# Melamera velutina
Melamera velutina är en fjärilsart som beskrevs av George Francis Hampson 1910. Melamera velutina ingår i släktet Melamera och familjen nattflyn. Inga underarter finns listade i Catalogue of Life.